# Stenocercus aculeatus
Espèce
Synonymes
- Leiocephalus aculeatus O'Shaughnessy, 1879
- Liocephalus aculeatus (O'Shaughnessy, 1879)
- Ophryoessoides aculeatus (O'Shaughnessy, 1879)

Statut de conservation UICN

 LC  : Préoccupation mineure
Stenocercus aculeatus est une espèce de sauriens de la famille des Tropiduridae.

## Répartition
Cette espèce se rencontre :
- dans l'est de l'Équateur ;
- dans l'est du Pérou ;
- en Bolivie dans le département de Beni.

## Publication originale
- O'Shaughnessy, 1879 : Description of new species of lizards in the collection of the British Museum. Annals and magazine of natural history, ser .5, vol. 4, p. 295-303 (texte intégral).